# Шинтереаг-Гара (Бистрица-Насауд)
Шинтереаг-Гара (рум. Șintereag-Gară) насеље је у Румунији у округу Бистрица-Насауд у општини Шинтереаг. Oпштина се налази на надморској висини од 269 m.

## Становништво
Према подацима из 2002. године у насељу је живело 129 становника.

### Попис2002.
| Расподела становништва по националности 2002.‍ | Расподела становништва по националности 2002.‍ | Расподела становништва по националности 2002.‍ | Расподела становништва по националности 2002.‍ | Расподела становништва по националности 2002.‍ |
| --------------------------------------------- | --------------------------------------------- | --------------------------------------------- | --------------------------------------------- | --------------------------------------------- |
|                                               |                                               |                                               |                                               |                                               |
| Румуни                                        | Румуни                                        |                                               | 90                                            | 69,8%                                         |
| Мађари                                        | Мађари                                        |                                               | 13                                            | 10,1%                                         |
| Роми                                          | Роми                                          |                                               | 12                                            | 9,3%                                          |
| Украјинци                                     | Украјинци                                     |                                               | 14                                            | 10,9%                                         |